# Storage Area Network
In informatica e telecomunicazioni una Storage Area Network (SAN) è una rete o parte di una rete ad alta velocità di trasmissione (generalmente Gigabit/sec) costituita esclusivamente da dispositivi di memorizzazione di massa, in alcuni casi anche di tipi e tecnologie differenti. Il suo scopo è quello di rendere tali risorse di immagazzinamento (storage) disponibili per qualsiasi computer (generalmente application server e DBMS server) connesso ad essa. I protocolli attualmente più diffusi, usati per la comunicazione all'interno di una SAN, sono FCP (Fibre Channel Protocol) ed iSCSI (Internet SCSI).
Più precisamente, il dizionario tecnico pubblicato dalla Storage Networking Industry Association (SNIA) definisce una rete SAN nei seguenti termini:

## Descrizione

### Architettura SAN
Un'architettura SAN lavora in modo che tutti i dispositivi di memorizzazione siano disponibili a qualsiasi server della rete LAN o MAN di cui la SAN in questione fa parte; una SAN può essere anche condivisa fra più reti interconnesse, anche di natura diversa: in tal caso uno dei server locali fa da ponte fra i dati memorizzati e gli utenti finali. Il vantaggio di un'architettura di questo tipo è che tutta la potenza di calcolo dei server è utilizzata per le applicazioni, in quanto i dati non risiedono direttamente in alcuno di questi, ma sulla rete SAN appunto.
In una rete SAN le periferiche di storage sono connesse ai server attraverso una topologia costituita essenzialmente da dei collegamenti - solitamente in fibra ottica - e da hub, bridge, switch e router che in teoria consentono la coesistenza di sistemi e dispositivi di storage di natura eterogenea, sebbene nella pratica gli aspetti di interoperabilità costringano ancora a creare reti SAN omogenee. Questo permette di evitare un sovraccarico della rete dato che tutto il traffico è gestito da questi dispositivi. Normalmente una SAN utilizza dischi collegati con una o più catene (o array) di tipo RAID per migliorare le prestazioni e aumentare l'affidabilità del sistema.
La SAN viene considerata una rete secondaria, che serve a trasferire i dati alla memoria di massa. I server di questo tipo hanno una funzione di raccordo e non è pertanto necessario che si trovino fisicamente nello stesso luogo in cui sono presenti gli hard disk. Una rete SAN funziona indipendentemente dal sistema operativo in uso sul computer dal quale si accede e risulta pertanto utile quando si tratta di gestire file multipiattaforma. I sistemi che si basano su una Storage Area Network sono adatti in particolar modo a gestire dati di grandi dimensioni.

### Vantaggi
Le aziende devono poter accedere ai dati in modo rapido e sicuro e quindi la filosofia dell'architettura SAN è quella di poter integrare tutte le caratteristiche dei tradizionali sistemi di memorizzazione:
1. Alte prestazioni;
2. Alta disponibilità;
3. Scalabilità;
4. Facilità di gestione.

Tutto questo con le caratteristiche di connettività e accesso distribuito del network computing, attraverso un'architettura di rete dedicata alla gestione e archiviazione dei dati, in grado di non sovraccaricare i server nelle operazioni di scrittura e lettura dei dati, da e verso lo storage.
Le reti SAN forniscono una serie di indubbi vantaggi rispetto ai dispositivi di storage connessi direttamente ai server (Direct Attached Storage). Offrono una connettività any-to-any tra server e dispositivi di storage, aprendo in tal modo la strada al trasferimento diretto di dati tra periferiche di memorizzazione (dischi o tape), con conseguenti indubbi miglioramenti dell'efficienza dello spostamento dei dati e di processi, quali il backup o la replica dei dati.

### Applicazioni
L'impiego di Fibre Channel o di qualsiasi altra tecnologia di networking proposta per le reti SAN consente di:
1. raggiungere distanza di connettività superiori e prestazioni migliori rispetto a quanto non sia possibile dall'attuale tecnologia SCSI;
2. facilitare il compito di centralizzare la gestione dello storage che traineranno l'adozione di strategie di gestione remota e di protezione dei dati;
3. consolidamento dello storage e del clustering dei sistemi;
4. condividere i dati tra piattaforme diverse.

Garantendo alte prestazioni e un accesso diretto ai dischi (Block I/O) le SAN faciliteranno lo spiegamento di database distribuiti e di applicazioni enterprise quali il Data warehousing. Inoltre traineranno altre iniziative storage quali il consolidamento dello storage, la protezione dei dati e il disaster recovery. Potranno beneficiare di queste prestazioni tutte quelle applicazioni che richiedono un'elevata ampiezza di banda, quali ad esempio:
1. Storage e data consolidation;
2. Salvataggio di database;
3. Applicazioni distribuite;
4. Applicazioni cluster;
5. Alta affidabilità;
6. Archivi di immagini, foto, grafica, CAD e dati multimediali;
7. Controllo e gestione dati;
8. Disaster recovery.